# Photinaina
Photinaina – podplemię modliszek z rodziny Photinaidae i podrodziny Photinainae. Obejmuje 21 opisanych gatunków. Zamieszkują Amerykę Południową.

## Morfologia
Modliszki o ciele osiągającym od 40 do 60 mm długości, w całości zielono ubarwionym. Głowa ma wyraźnie widoczne nabrzmiałości okołooczne. Skrzydła tylnej pary u samców są całkowicie przezroczyste. U samic dominuje powierzchnia przezroczysta, jednak żyłki poprzeczne i ich okolice odznaczają się zieloną bądź żółtą pigmentacją. Genitalia samca odznaczają się fallomerem brzusznym o nasadowym wyrostku prawej krawędzi dobrze zesklerotyzowanym i silnie odgiętym, współwystępującym z rzucającym się w oczy płatem błoniastym.

## Zachowanie i występowanie
Zwierzęta te żyją na roślinach, zwłaszcza na drzewach. Celem kamuflażu przyciskają brzuszną stronę ciała do spodniej strony liści. Samice wykazują troskę rodzicielską o potomstwo, broniąc ooteki przed zagrożeniami.
Owady te zamieszkują wyłącznie krainę neotropikalną i ograniczone są zasięgiem do Ameryki Południowej. Metriomantis zasiedla wilgotne lasy równikowe Amazonii, natomiast pozostałe rodzaje występują na wschód i południe od Amazonii.

## Taksonomia i ewolucja
Takson w randze podplemienia wprowadzili do systematyki Christian J. Schwarz i Roger Roy w 2019 roku. Odpowiada on plemieniu Photinaini z systemu Julia Riviery i Gavina J. Svensona z 2016 roku, natomiast w starszych systemach nie ma odpowiednika.
Do podplemienia zalicza się 21 opisanych gatunków, sklasyfikowanych w czterech rodzajach:
- Hicetia Saussure et Zehntner, 1894
- Metriomantis Saussure et Zehntner, 1894
- Photina Burmeister, 1838
- Photinella Giglio-Tos, 1915

Według wyników analizy Riviery i Svensona z 2016 roku Photinaina zajmują pozycję siostrzaną dla Orthoderellina, tworząc z nimi klad siostrzany dla Microphotinaini. W obrębie podplemienia Hicentia zajęła pozycję bazalną, a Metriomantis okazał się taksonem niemonofiletycznym.